# Robert Sherrod
Robert Lee Sherrod est un journaliste, rédacteur en chef et auteur américain né le  8 février 1909 dans le comté de Thomas et mort le 13 février 1994 à Washington.
Correspondant de guerre pour les magazines Time and Life, il couvre les combats de la Seconde Guerre mondiale à la guerre du Viêt Nam. Il est aussi rédacteur en chef du Time pendant la Seconde Guerre mondiale, puis rédacteur en chef du Saturday Evening Post.
Il est l'auteur de cinq livres sur la Seconde Guerre mondiale, dont Tarawa: The Story of a Battle (1944) et History of Marine Corps Aviation in World War II (1952).